# أنيتا دان
أنيتا بابيت دان (بالإنجليزية: Anita Babbitt Dunn)‏ هي سياسية وصحفية أمريكية من الحزب الديمقراطي ولدت في يوم 8 يناير 1958 في بيثيسدا في ميريلاند. هي ابنة أخ الموسيقي الأمريكي ميلتون بابيت. أكملت دراسة الفنون في جامعة ميريلاند (كوليج بارك). شغلت في السابق منصب مديرة اتصالات البيت الأبيض في سنة 2009 أثناء حكم باراك أوباما. عينها جو بايدن برفقة مايك دونيلون لتكون كبيرة مستشاريه. اثارت جدلا لتصريحات سابقة لها وصفت الزعيم الشيوعي الصيني ماو تسي تونغ كقدوة لها.